# Kreisgericht Bielefeld
Das Kreisgericht Bielefeld war von 1849 bis 1879 ein preußisches Kreisgericht mit Sitz in Bielefeld.

## Geschichte
Die „Verordnung über die Aufhebung der Privatgerichtsbarkeit und des eximierten Gerichtsstandes sowie über die anderweitige Organisation der Gerichte“ vom 2. Januar 1849 hob die Patrimonialgerichtsbarkeit auf. Gleichzeitig wurde das Appellationsgericht Paderborn geschaffen, dem Kreisgerichte, darunter das Kreisgericht Bielefeld zugeordnet waren. Sein Sprengel umfasste die Kreise Bielefeld, Halle und Wiedenbrück mit den Städten Bielefeld, Borgholzhausen, Halle, Gütersloh, Rheda, Rietberg, Versmold, Werther und Wiedenbrück. Der Sprengel umfasste 126.821 Gerichtseingesessene. Schwurgerichtsangelegenheiten wurden beim Kreisgericht Herford behandelt. Gerichtsdeputationen wurden in Halle und Rietberg, Gerichtskommissionen in Gütersloh, Rheda und Wiedenbrück eingerichtet. Gerichtstage wurden in Friedrichsdorf und Versmold gehalten. Am Gericht waren ein Direktor und 18 Kreisrichter beschäftigt.
Mit den Reichsjustizgesetzen wurden die Gerichte im Deutschen Reich vereinheitlicht. Das Kreisgericht Bielefeld wurde 1879 aufgehoben. Neu eingerichtet wurde nun das Amtsgericht Bielefeld im Bezirk des Landgerichtes Bielefeld.

## Gerichtsdeputation Halle
An der Gerichtsdeputation Halle bestanden 4 Richterstellen. Der Sprengel der Gerichtsdeputation Halle umfasste den Kreis Halle.
Die Gerichtsdeputation Halle wurde 1879 aufgehoben und das Amtsgericht Halle gebildet.

## Gerichtsdeputation Rietberg
In Rietberg bestand bis 1849 das Land- und Stadtgericht Rietberg. An der Gerichtsdeputation Rietberg bestanden 3 Richterstellen. Der Sprengel der Gerichtsdeputation Rietberg umfasste die Amter Rietberg und Verl. Erster Vorsitzender der Gerichtsdeputation wurde Benedikt Pelizaeus, vorher Präsident des Land- und Stadtgerichts Rietberg.
Die Gerichtsdeputation Rietberg wurde 1879 aufgehoben und das Amtsgericht Rietberg gebildet.

## Gerichtskommission Wiedenbrück
Am 14. Dezember 1847 wurde das Land- und Stadtgericht Wiedenbrück zum 1. Januar 1848 zu einer mit zwei Richtern besetzten Gerichtskommission des Land- und Stadtgerichts Rietberg herabgestuft. Diese wurde 1849 in eine Gerichtskommission des Kreisgerichts Bielefeld umgewandelt.
An der Gerichtskommission Wiedenbrück bestanden 2 Richterstellen. Der Sprengel der Gerichtskommission Wiedenbrück umfasste die Stadt Wiedenbrück und das Amt Reckenberg.
Die Gerichtskommission Wiedenbrück wurde 1879 aufgehoben und das Amtsgericht Wiedenbrück gebildet.

## Gerichtskommission Rheda
An der Gerichtskommission Rheda bestanden 2 Richterstellen. Der Sprengel der Gerichtskommission Rheda umfasste die Ämter Rheda, Herzebrock, Herzebrock sowie Stadt und Gütersloh.
Später wurde in Gütersloh eine eigene Gerichtskommission gebildet. Die Gerichtskommissionen Rheda und Gütersloh wurden 1879 aufgehoben und die Amtsgerichte Rheda und Gütersloh gebildet.